# Кротте
Кротте́ (фр. Crottet) — коммуна во Франции, находится в регионе Рона — Альпы. Департамент — Эн. Входит в состав кантона Пон-де-Вель. Округ коммуны — Бурк-ан-Брес.
Код INSEE коммуны — 01134.

## География
Коммуна расположена приблизительно в 350 км к юго-востоку от Парижа, в 60 км севернее Лиона, в 28 км к западу от Бурк-ан-Бреса.
По территории коммуны протекает река Вель.

## Климат
Климат полуконтинентальный с холодной зимой и тёплым летом. Дожди бывают нечасто, в основном летом.

## История
Первое упоминание о деревне относится к XI веку.

## Население
Население коммуны на 2010 год составляло 1722 человека.
| 1962 | 1968 | 1975 | 1982 | 1990 | 1999 | 2010 |
| ---- | ---- | ---- | ---- | ---- | ---- | ---- |
| 682  | 731  | 891  | 986  | 1313 | 1479 | 1722 |

## Экономика
В 2010 году среди 1146 человек трудоспособного возраста (15—64 лет) 898 были экономически активными, 248 — неактивными (показатель активности — 78,4 %, в 1999 году было 73,3 %). Из 898 активных жителей работали 841 человек (439 мужчин и 402 женщины), безработных было 57 (25 мужчин и 32 женщины). Среди 248 неактивных 85 человек были учениками или студентами, 109 — пенсионерами, 54 были неактивными по другим причинам.

## Достопримечательности
- Аббатство Кротте[фр.] (XV век). Исторический памятник с 1951 года[4]
- Замок Ломюс (XIX век)
- Мельница Тюринья на реке Вель
- Руины мельницы Ла-Фоли

## Фотогалерея

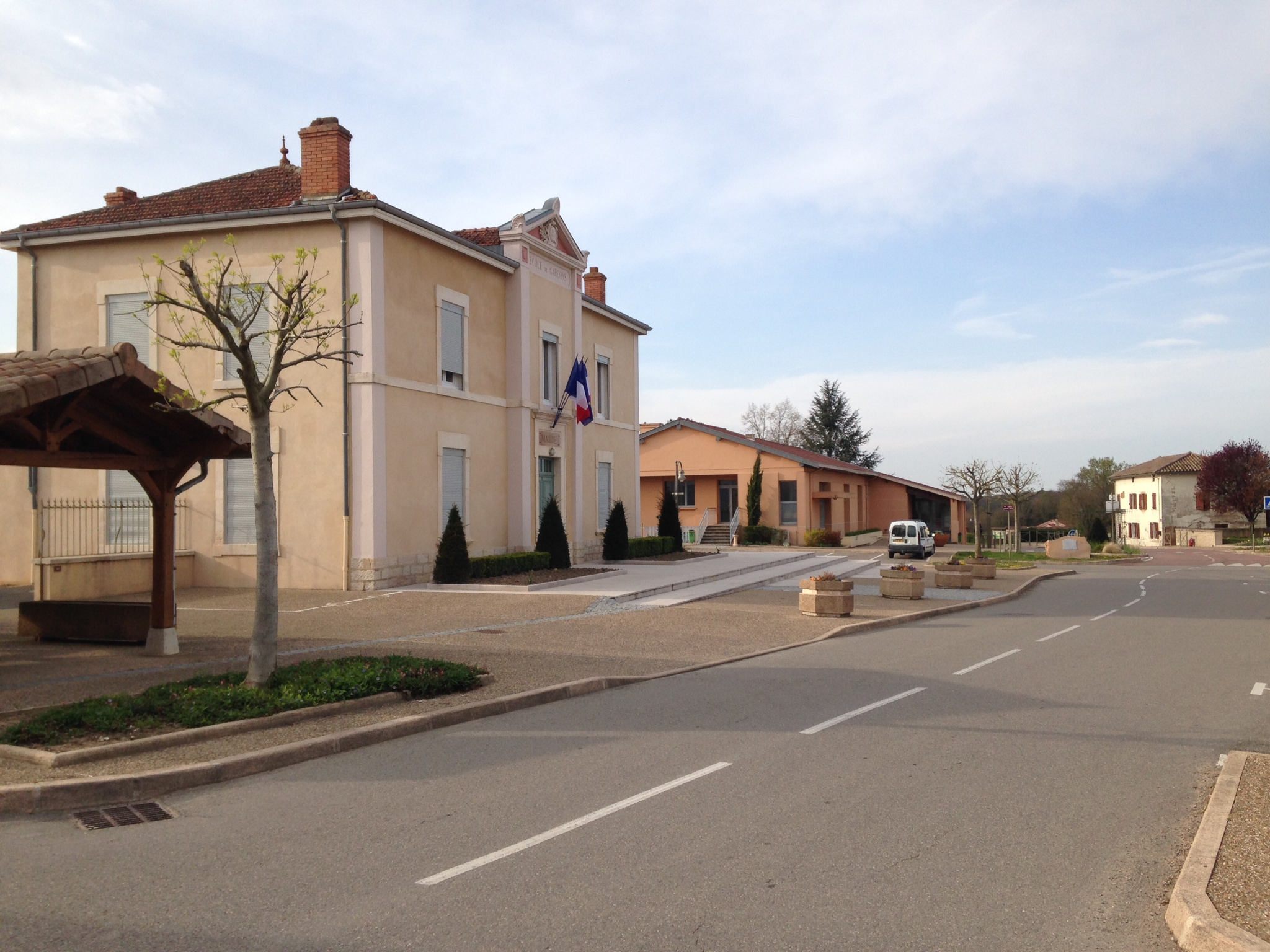
Мэрия
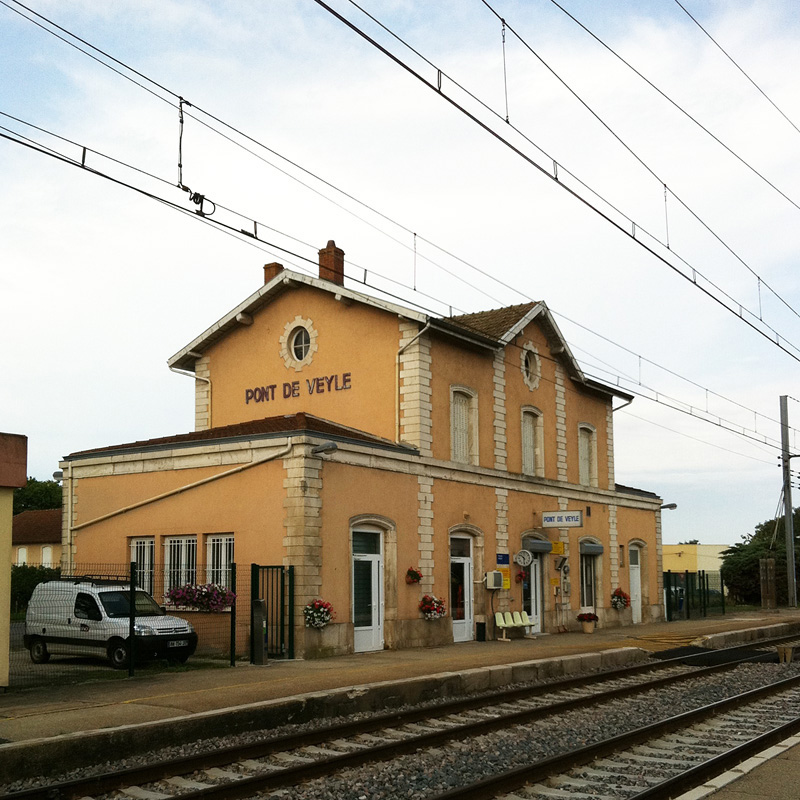
Вокзал Пон-де-Вель
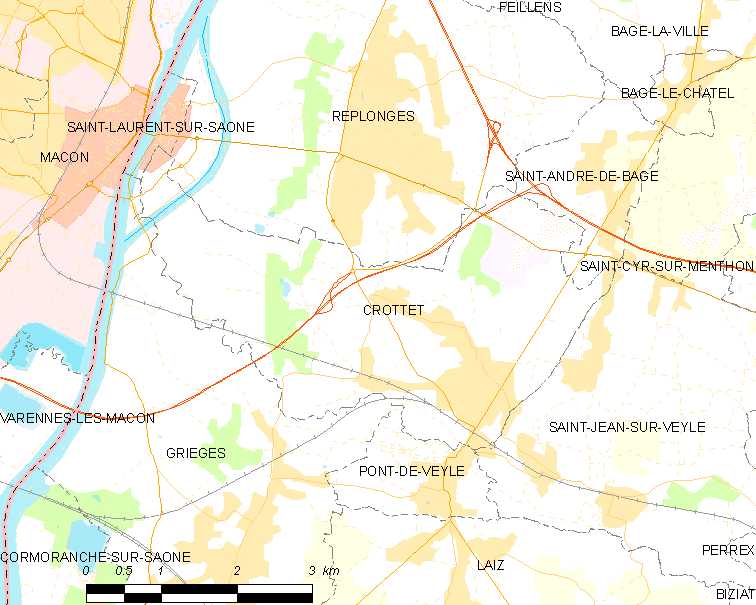
Карта коммуны